# Цзяокоу
Цзяоко́у (кит. упр. 交口, пиньинь Jiāokǒu) — уезд городского округа Люйлян провинции Шаньси (КНР).

## История
При империи Западная Хань здесь существовал уезд Пуцзы (蒲子县); при империи Цзинь он был расформирован.
При империи Северная Вэй в 448 году был создан уезд Линдун (岭东县). В 460 году он был переименован в Синьчэн (新城县). При империи Суй уезд был расформирован.
При империи Тан в 620 году был создан уезд Вэньцюань (温泉县). Вскоре из него были выделены уезды Синьчэн и Гаотан (高唐县); все три уезда входили в область Бэйвэнь (北温州). В 627 году область Бэйвэнь была расформирована, уезд Синьчэн был присоединён к уезду Вэньцюань, перешедшему в состав области Сичжоу (隰州), а уезд Гаотан был расформирован и его земли перешли под непосредственное управление областных структур. При империи Юань в 1337 году был расформирован и уезд Вэньцюань, а его земли были разделены между уездами Линши и Сяои.
В 1971 году был образован Округ Люйлян (吕梁地区); при этом из части земель уездов Сяои, Лиши и Сисянь был создан уезд Цзяокоу, также вошедший в его состав.
Постановлением Госсовета КНР от 23 октября 2003 года с 2004 года округ Люйлян был расформирован, а вместо него образован городской округ Люйлян.

## Административное деление
Уезд делится на 5 посёлков и 2 волости.